# Androcalymma glabrifolium
Androcalymma glabrifolium är en ärtväxtart som beskrevs av John Duncan Dwyer. Androcalymma glabrifolium ingår i släktet Androcalymma och familjen ärtväxter. Inga underarter finns listade i Catalogue of Life.